# Cappella di San Quirino
La cappella di San Quirino (in francese chapelle Saint-Quirin de Luxembourg, in lussemburghese Gräinskapell, in tedesco Quirinuskapelle) è una chiesa cattolica situata della città di Lussemburgo in Lussemburgo.

## Storia
Il sito in cui sorge la cappella era originariamente un luogo di culto pagano. A partire dall'XI secolo il luogo venne consacrato a san Quirino.
La costruzione della cappella di pellegrinaggio, scavata nella roccia, risale al 1355. Il tetto e il piccolo campanile furono tuttavia aggiunti solo alla fine del XIX secolo.

## Descrizione
La chiesa sorge a ridosso di una parete rocciosa nella valle della Pétrusse, nel centro della città di Lussemburgo. L'edificio, che ingloba due piccole grotte, presenta un'architettura gotica.

## Galleria d'immagini

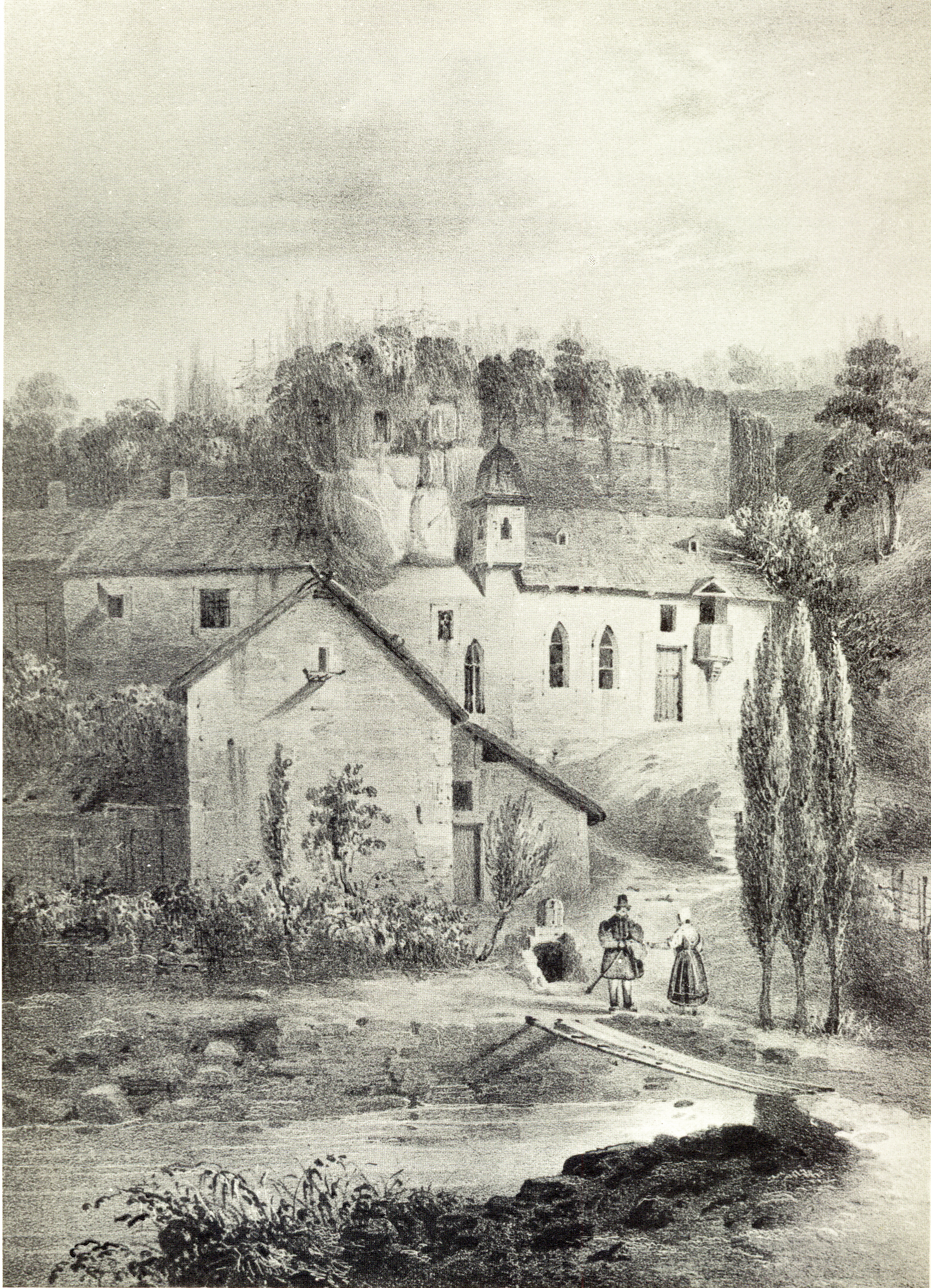
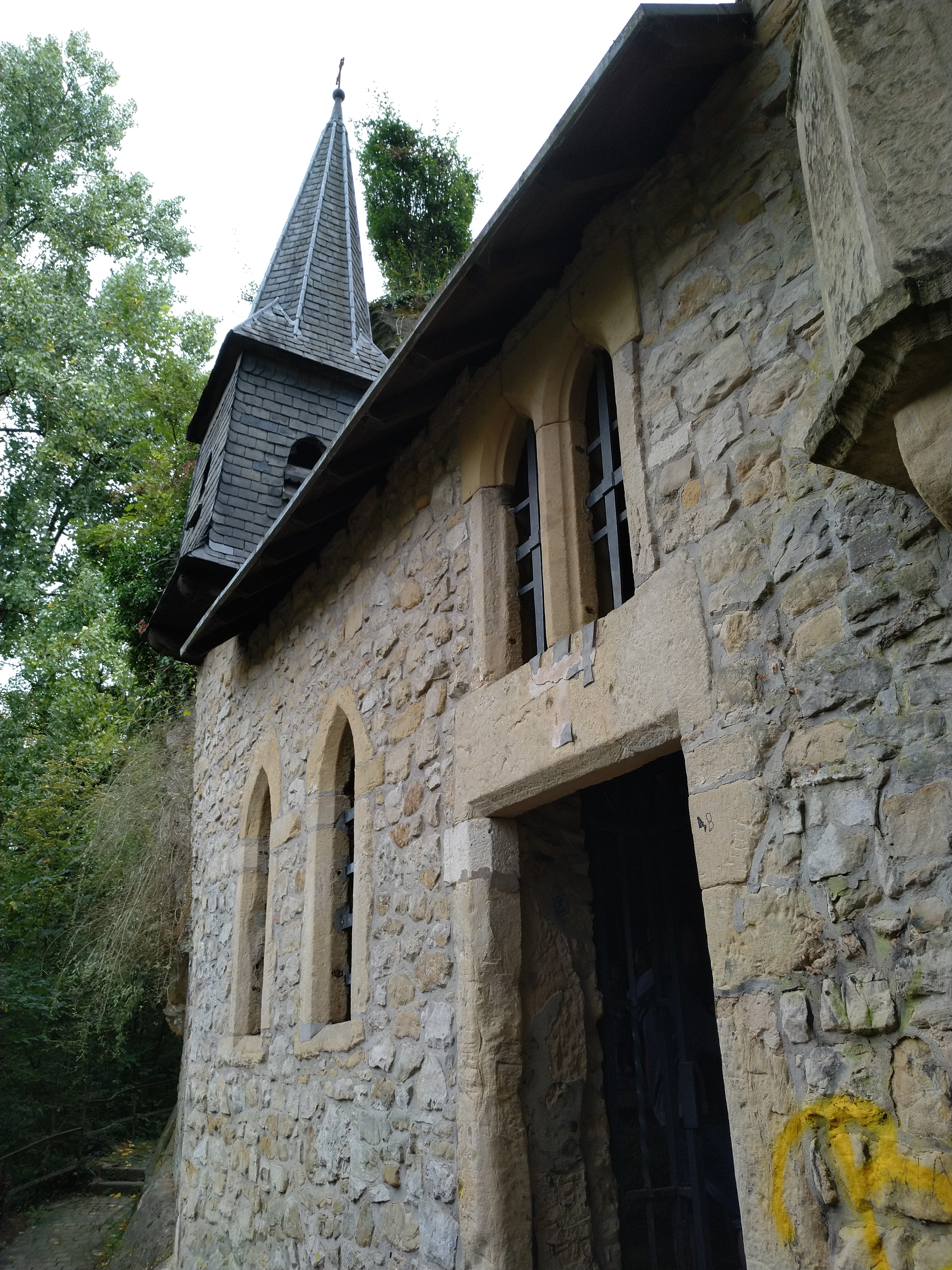
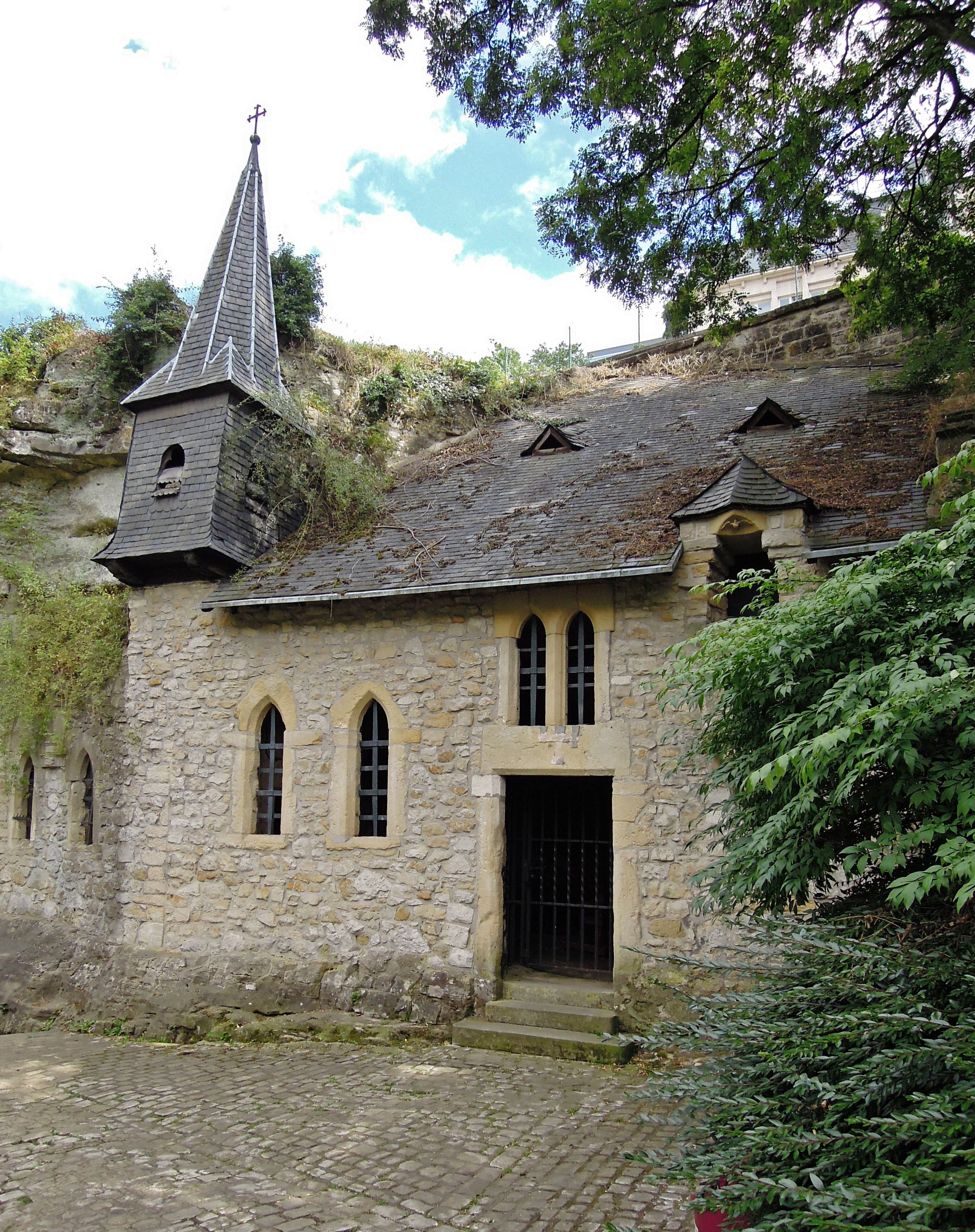